# Carlowsky Zsigmond
Carlowsky Zsigmond (Eperjes, 1772. december 5. – Kassa, 1821. december 6.) az eperjesi evangélikus kollegium tanára.

## Életpályája
Huszonkét évi működés után megvált hivatalától és 1817-ben a pesti egyetemre ment a magyar törvény tanulására; innét Kassára költözött, hol mint magánzó élt.

## Munkái
- 1. Cum Franciscus II…. gloriosissime domui archiducali haereditarium Austriae imperium A. O. R. 1804. feliciter adservisset oden cecinit. Eperjesini, 1805.
- 2. Prosodia latina. Uo. 1806.
- 3. Joannam Roth de Királyfalva, Josephi com. Teleki de Szék sacrae regni Hung. custodis viduam, conjugis dignitate ac propriis virtutibus excellentissimam III. ante octobr. anno 1813. rebus humanis ereptam, luget, collegii Eperiesiensis nomine. Budae, 1815.
- 4. Logica. Cassoviae, 1815. (2. kiadás. Uo. 1820.